# مکسول (آیووا)
مکسول (به انگلیسی: Maxwell) شهری در ایالت آیووا کشور ایالات متحده آمریکا است که جمعیت آن در سرشماری سال ۲۰۱۰ میلادی، ۹۲۰ نفر بوده‌است.